# Presidente Médici
Presidente Médici – miasto i gmina w Brazylii, w stanie Rondônia. Znajduje się w mezoregionie Leste Rondoniense i mikroregionie Ji-Paraná.